# Бор (муниципальное образование город Ивдель)
Бор — упразднённый в 2004 году посёлок в Свердловской области России, относившийся к городу областного подчинения Ивделю. Входил в муниципальное образование город Ивдель.

## Географическое положение
Посёлок Бор расположен в 66 километрах к северо-востоку от города Ивделя, на левом берегу реки Малой Щёщи (левого притока реки Щёщи, бассейн реки Пелым). Автомобильное сообщение отсутствует.

## История
В советское время в посёлке находилась станция Бор узкоколейной железнодорожной дороги Новошипичный — Гарёвка.
В начале 1990-х годов исправительная колония в посёлке Новошипичный была ликвидирована. Движение «тяжёлого» подвижного состава по узкоколейной железной дороге прекратилось. После этого узкоколейная железная дорога использовалась для поездок в лес на съёмных мотодрезина. В 2000 году полностью разобрана.
Областным законом № 180-ОЗ от 22 ноября 2004 года посёлок был упразднён. Закон вступил в силу через 10 дней после официального опубликования.